# Államok vezetőinek listája 772-ben
Ezen az oldalon az i. sz. 772-ben fennálló államok vezetőinek névsora olvasható földrészek, majd országok szerinti bontásban.

## Európa
- Asztúriai Királyság
  - Király: Aurelio (768–774)

- Bizánci Birodalom
  - Császár: V. Kónsztantinosz (741–775)

- Bolgár Kánság
  - Kán: Telerig (768–777)

- Córdobai Emirátus
  - Emír: I. Abd al-Rahmán (756–788)

- Frank Birodalom
  - Király: Nagy Károly (768–814)
  - Bajor Hercegség
    - Herceg: III. Tassilo (748-788)

- Longobárd Királyság
  - Király: Desiderius (757–774)
  - Beneventói Hercegség
    - Herceg: II. Arichis (758–787)

  - Friuli Hercegség
    - Herceg: Péter (751–774)

  - Spoletói Hercegség
    - Herceg: Theodicius (763–773)

- Pápai Állam
  - Pápa: III. István (768-772)
  - Pápa: I. Adorján (772–795)

- Velencei Köztársaság
  - Dózse: Maurizio Galbaio (764–787)

### Britannia
- Dál Riata
  - Király: Aed (739–778)

- Essexi Királyság
  - Király: I. Sigeric (kb. 760–798)

- Gwynedd
  - Király: Caradog ap Meirion (754–798)

- Kelet-angliai Királyság
  - Király: I. Æthelred (760–780)

- Kenti Királyság
  - Király: Heahberht (765–785)

- Mercia
  - Király: Offa (757–796)

- Northumbria
  - Király: Alhred (765–774)

- Piktek
  -     - Király: I. Ciniod (763–775)

- Powys
  -     - Herceg: Brochfael ap Elisedd (755–773)

- Strathclyde
  - Király: II. Eugein (760–780)

- Wessexi Királyság
  - Király: Cynewulf (757–786)

## Ázsia
- Abbászida Kalifátus
  - Kalifa: al-Manszúr (754–775)

- Ibériai Királyság
  - Király: Narszész (760–780)

- India
  - Anuradhapura
    - Király: VI. Aggabódhi (741–781)

  - Karkota-dinasztia
    - Király: Prithivjapida (768–772)
    - Király: I. Szangramapida (772–779)

  - Pallava
    - Király: II. Nandivarman (710–775)

  - Pándja-dinasztia
    - Király: Parantaka Nedundzsadaijan (765–790)

  - Rástrakúta-dinasztia
    - Király: I. Krisna (756–774)

- Japán
  - Császár: Kónin (770–781)

- Kína (Tang-dinasztia)
  - Császár: Tang Taj-cung (762–779)

- Korea
  - Silla
    - Király: Hjegong (765–780)

  - Palhe
    - Király: Mun (738–794)

- Nancsao
  - Király: Geluofeng (751–779)

- Tibet
  - Király: Triszong Decen (755–796)

- Ujgur Kaganátus
  - Kagán: Bögü (759–780)

## Afrika
- Akszúmi Királyság
  - Akszúmi uralkodók listája

## Amerika
- Copán
  - Király: Yax Pasaj Chan Yoaat (762–820)
- Palenque
  - Király: II. K'inich K'uk' Bahlam II. (764–kb. 785)
- Tikal
  - Király: II. Yax Nuun Ayiin (768–794)

## Fordítás
- Ez a szócikk részben vagy egészben  a   Liste der Staatsoberhäupter 772 című német Wikipédia-szócikk ezen változatának fordításán alapul.  Az eredeti cikk szerkesztőit annak laptörténete sorolja fel. Ez a jelzés csupán a megfogalmazás eredetét és a szerzői jogokat jelzi, nem szolgál a cikkben szereplő információk forrásmegjelöléseként.